# Egor Sokolov
Egor Sokolov (Yekaterinburgo, Rusia, 7 de junio de 2000) apodado Sharkolov, es un jugador profesional ruso de hockey sobre hielo que se desempeña en la posición de extremo izquierdo en Ottawa Senators, equipo de la National Hockey League (NHL).

## Carrera
Fue seleccionado en la segunda ronda en la NHL Entry Draft de 2020. En 2021 hizo su debut profesional con el equipo Ottawa Senators, donde lleva jugando dos temporadas.